# Municipi d'Övertorneå
Övertorneå (en suec: Övertorneå kommun; en meänkieli: Matarengi) és un municipi del Comtat de Norrbotten, al nord de Suècia. El seu centre administratiu està situat a Övertorneå.
Hi ha dues antigues esglésies de fusta a Övertorneå i Hedenäset. L'església d'Övertorneå té un orgue del segle xvii.
El cercle polar àrtic creua el poble de Juoksengi, el qual és conegut com "el poble del cercle polar àrtic" (Polcirkelbyn).

## Localitats
Hi ha quatre localitats (o àrees urbanes) al Municipi d'Övertorneå:
| # | Localitat  | Població |
| - | ---------- | -------- |
| 1 | Övertorneå | 1,965    |
| 2 | Juoksengi  | 401      |
| 3 | Hedenäset  | 285      |
| 4 | Svanstein  | 207      |

El centre administratiu és en negreta

### Localitats més petites
Hi ha nou localitats més petites al Municipi d'Övertorneå:
| # | Localitat més petita | Població |
| - | -------------------- | -------- |
| 1 | Pello                | 193      |
| 2 | Kuivakangas          | 125      |
| 3 | Aapua                | 122      |
| 4 | Poikijärvi           | 107      |
| 5 | Rantajärvi           | 102      |
| 6 | Neistenkangas        | 93       |
| 7 | Pudas                | 85       |
| 8 | Haapakylä            | 59       |
| 9 | Jänkisjärvi          | 52       |